# Carl Scheel-Plessen
Carl Theodor August baron Scheel-Plessen (18. marts 1811 i Kiel – 7. juli 1892 i Varese, Italien) tysk greve, politiker. Født i Kiel 1811 som søn af gehejmekonferensråd Mogens Joachim von Plessen (1782-1853), siden 1830 Scheel-Plessen, og Margrethe Vilhelmine f. Hedemann (1788-1854).
Han gik i skole i Lübeck, studerede jura i Berlin, Göttingen, München og Kiel og tog 1835 juridisk eksamen i Kiel. Blev 1837 sekretær hos finansministeren. Derefter tog han på en treårig udenlandsrejse. Vendte hjem igen og blev amtmand over Sønderborg og Nordborg Amter. 
Han giftede sig 26. november 1844 med Henriette Sophie Charlotte Elisabeth (20. januar 1826 – 12. april 1874), eneste datter af hofjægermester Gabriel Schreiber von Cronstern.
I martsdagene 1848 blev han først tilbudt posten som minister for Holsten og Lauenborg af P.G. Bang, men da Bangs bestræbelser for at danne et ministerium strandede, fik Scheel-Plessen i stedet posten for alle tre hertugdømmer i A.W. Moltkes ministerium. Han tog dog allerede dagen efter sin afsked, i forbindelse med oprøret i Holsten og Lauenborg.
I 1852 da Holsten igen kom under rigets fulde myndighed, blev Scheel-Plessen sendt til Kiel, af den holstenske minister H.A. Reventlow-Criminil, for at overtage dette hertugdømmes midlertidige bestyrelse. Året efter udnævntes han til overpræsident og første borgmester i Altona. Han stillede sig dog snart i opposition til regeringen, først i den holstenske stænderforsamling, til hvis præsident han valgtes, derefter i rigsrådet (valgt af de holstenske stænder), hvor han forhindrede almindelig overenskomst. Han blev derfor afskediget 15. juni 1856 af L.N. Scheele. 
I de følgende syv år var han hovedfører for den holstenske opposition. Han var præsident i alle de holstenske stænderforsamlinger til 1863, og førte her kampen mod den danske regering, støttet af det tyske forbund, navnlig af den preussiske regering. Efter krigen i 1864, og de følgende fredsforhandlinger som han også deltog aktivt i, udnævntes han til overpræsident for den nye preussiske provins Slesvig-Holsten og fik titel af preussisk gehejmeråd. 1868 blev han kurator for universitetet i Kiel, som 1879 kreerede ham til dr.jur.. 
Resten af sit liv henlevede han på sine holstenske godser (Nehmten, Marutendorf og Hohenschulen efter sin svigerfader, hvor han desuden ejede Gross-Nordsee). Sine sjællandske godser (Selsø med Lindholm og Bognæs samt Saltø og Harrestedgård, alle arvet efter sin fader) besøgte han kun sjældent. Under sin korte regeringstid udnævnte kejser Frederik 3. af Tyskland ham 1888 til preussisk greve. Da han 7. juli 1892 døde i Varese i Italien, var han en af de største godsejere i Danmark og Holsten. 

## Politisk karriere
- 1837 sekretær hos finansministeren
- 1843 Amtmand over Sønderborg og Nordborg Amter,
- 1845 Kammerherre
- 1848 Foreløbig minister for Hertugdømmerne (22. marts – 24. marts 1848)
- 1853-1864 Overpræsident af Hertugdømmet Holsten og førsteborgmester i Altona
- 1867-1879 Overpræsident for provinsen Slesvig-Holsten

## Ordner og hædersbevisninger
- 1853 Kommandør af Dannebrogordenen